# Rocco Baldelli
Rocco Dan Baldelli (Woonsocket, Rhode Island; 25 de septiembre de 1981) es un exjugador de béisbol y actual mánager del equipo de los Minnesota Twins en las Grandes Ligas de Béisbol.
Como jugador, Baldelli progresó rápidamente a través de las Ligas Menores e hizo su debut en las Grandes Ligas con los Tampa Bay Devil Rays, en el día inaugural de 2003. Se estableció rápidamente como un excelente bateador y jardinero, y se ubicó tercero en la votación para el Novato del Año de la Liga Americana.

## Biografía

### Primeros años
Empezó a jugar al béisbol en el patio de su casa cuando tenía tres años, y tras una lesión en la pierna a los 14, se tomó un receso de dos años y medio del deporte. En el instituto Bishop Hendricken jugó al baloncesto y al voleibol, así como al béisbol.

## Trayectoria profesional

### Ligas menores
Los Tampa Bay Devil Rays lo seleccionaron en la primera ronda del draft de 2000 de las Grandes Ligas, por lo que decidió rechazar una oferta de beca deportiva de la Universidad de Wake Forest y firmó con Tampa Bay por 2,25 millones de dólares. Comenzó su carrera profesional con los Devil Rays de Princeton, la filial del equipo en las Ligas menores.

### Ligas mayores
Debutó en las Grandes Ligas el 31 de marzo de 2003, empezando como número 2 en el Jardinero central, y consiguió su primer hit ante Pedro Martínez. En la segunda mitad de la temporada, el cansancio le hizo perderse algunos partidos. En la segunda mitad de la temporada, su rendimiento disminuyó debido a la fatiga, pero aun así consiguió terminar el año con 184 hits y 27 bases robadas.
En 2004 fue tan bueno como el año anterior, pero sufrió varias lesiones. Sufrió una lesión en el cuádriceps durante la temporada y una lesión de rodilla en la temporada baja. También tuvo que ser operado del codo derecho. Se perdió todo el año 2005, debido a su lesión. Regresó a mediados de la temporada 2006.
En 2007 fue colocado en la lista de incapacitados y sólo jugó 35 partidos. También se le diagnosticó entonces una enfermedad mitocondrial. Se convirtió en agente libre después de la temporada 2008. El 8 de enero de 2009, acordó un contrato de un año con los Boston Red Sox por una cantidad de 500 000 dólares anuales. Regresó a los Tampa Bay Rays en 2010 e hizo 10 partidos.
Anunció su retiro el 26 de enero de 2011.

## Mánager
El 20 de diciembre de 2014 se anunció que había sido nombrado entrenador de primera base de los Rays. Fue entrenador de los Rays hasta 2018.
El 25 de octubre de 2018 fue nombrado mánager de los Minnesota Twins. En 2019, ganó el premio al mánager del año por su capacidad para llevar a los Twins a su primer campeonato de distrito en nueve años y a 101 victorias en una temporada en su primer año al mando.